# Касимов, Расим Мустафа оглы
Касимов Расим Мустафа оглы (азерб.  Qasımov Rasim Mustafa oğlu; 1 января 1935 — 30 мая 2016) — азербайджанский учёный в области физики, доктор технических наук, профессор, академик Международной инженерной академии и Азербайджанской Инженерной Академии Наук Архивная копия от 27 августа 2016 на Wayback Machine, действительный член Нью-Йоркской академии наук.

## Биография
Касимов Расим Мустафа оглы родился 1 января 1935 года в Баку в семье врачей. В 1957 году окончил радиотехнический факультет Московского энергетического института. По образованию радиоинженер. По материалам своей дипломной работы опубликовал свою первую статью в журнале «Научные доклады высшей школы» в области теории колебаний. В ней было впервые описано и теоретически обосновано обнаруженное им же в эксперименте влияния инерционного звена цепи автоматического смещения на полосу синхронизации захваченного автогенератора — явления, получившее практическое применение при проектировании выходных каскадов радиопередающих систем.

### Деятельность
Касимов Р. М. руководил лабораторией «Контроль и системы управления процессами химической технологии» Институт катализа и неорганической химии Национальной АН Азербайджана (1965—2015 годы). Он являлся членом специализированного ученого совета при этом Институте по защите докторских диссертаций. В 1992—1999 годах он был членом специализированного совета при Институте Кибернетики НАН Азербайджана по защите докторских диссертаций, а в 1992—2005 г. — членом экспертного совета Высшей Аттестационной комиссии при Президенте Азербайджанской Республики.
Касимов Р. М. преподавал и был председателем экзаменационной комиссии в Азербайджанской государственной нефтяной академии и в Азербайджанском техническом университете.
Касимов Р. М. автор монографий и более 400 научных трудов, опубликованных, в основном, в центральных журналах США, Франции, Италии, Германии, Турции, СССР, СНГ и др. Его научные труды хорошо известны научной общественности как в республике, так и за её пределами, а результаты его исследований и разработок использованы в учебниках и книгах. Он неоднократно выступал с докладами на Всесоюзных и Международных конференциях, на нучных семинарах ведущих институтов. В 2006 г. научная деятельность Касимова Р. М. отмечена в выходящей в Нью-Йорке книге «Who is Who».

#### Научные достижения
Кандидатскую диссертацию Касимов Р. М. выполнил в МГУ им. М. В. Ломоносова в 1958—1961 годах. Здесь им впервые в СССР были организованы измерения и проведены экспериментальные исследования диэлектрических свойств жидкостей и растворов в миллиметровом диапазоне радиоволн. Впервые было теоретически и экспериментально обосновано влияние флуктуационных явлений в жидкостях и растворах на их диэлектрические свойства. В 1962 году по указанным работам Касимовым на специализированном совете при МГПИ им. В. И. Ленина была защищена диссертация на соискание ученой степени кандидата физико-математических наук на тему «Диэлектрические свойства концентрированных растворов в миллиметровом диапазоне радиоволн и их молекулярное строение».
С 1962 года Касимов Р. М. работает в Институте нефтехимических процессов АН Азербайджана в должности старшего научного сотрудника. В эти годы им были разработаны ряд высокоточных микроволновых методов измерения диэлектрических свойств полярных жидкостей, созданы методики масс-спектральных анализов различных продуктов нефтехимического синтеза, проведен широкий круг исследований методом ЭПР парамагнитных свойств гуминовых кислот. Результаты последних исследований были обобщены в монографии «Парамагнитные свойства органических веществ почв», которая была опубликована в 1972 году. Эти исследования позволили впервые установить свободно-радикальный характер образования гумусовых соединений в различных почвах и дать однозначную связь между биологической активностью гуминовых кислот, их парамагнитными свойствами и воздействием на них радиации.
В 1965 году Касимов Р. М. организует в Институте теоретических проблем химической технологии (ИТПХТ) АН Азербайджана (Институт катализа и неорганической химии НАН Азербайджана), по существу первую в СССР лабораторию по автоматизации научных исследований с использованием вычислительной техники. Созданные им принципы организации научного эксперимента в химии и химической технологии на базе центральной ЭВМ коллективного пользования легли в основу разработанной в 1970 году первой в СССР системы управления лабораторным химическим реактором. Система обеспечивала дистанционный двухсторонний обмен информацией между ЭВМ и реактором с автоматическим управлением работой реактора в реальном масштабе времени. Система управления экспонировалась на ВДНХ СССР и отмечена в отчетах АН СССР о важнейших достижений науки и техники за 1971—1972 годы. Она была использована для проведения исследований нового класса реакций сопряженного дегидрирования алкилзамещенных гетероциклических соединений с участием перекиси водорода и выявления вероятных путей образования целевых продуктов. Этими исследованиями и инженерными разработками Касимов Р. М. создал новое научное направление, связанное с организацией автоматизированного эксперимента в научных исследованиях. По данному направлению им в 1979 году в Москве на специализированном ученом совете при Научно-исследовательском физико-химическом институте им. Л. Я Карпова (НИФХИ) была успешно защищена докторская диссертация на соискание ученой степени доктора технических наук на тему «Организация химических и химико-технологических исследований на основе ЭВМ».
Касимовым были разработаны ряд специализированных устройств для сжатия и ввода в ЭВМ хроматографической информации и созданы соответствующие программы для количественной и качественной идентификации состава анализируемых продуктов. Для управления режимами работы различных экспериментальных установок им был создан комплект сопрягаемых с ЭВМ устройств для цифрового дозирования жидкостей и газов. Касимовым Р. М. были разработаны цифровые измерители, дозиметры и регуляторы расхода реагентов, в которых в качестве первичных датчиков применены частотные датчики расхода струйного типа, обладающих высокой точностью, надежностью и воспроизводимостью измерений.
Созданные под руководством Касимова Р. М. системы автоматизации, устройства связи анализаторов с ЭВМ, дозирующие устройства, измерители расхода, методы, алгоритмические и программные средства были успешно внедрены в ИТПХТ АН Азербайджана, Воронежском филиале Опытно-конструкторского бюро автоматики (ОКБА), Ленинградском технологическом институте и ряде других институтах и использованы для проведения в реальном масштабе времени лабораторных исследований реакций сопряженного дегидрирования углеводородов и окисления олефинов. Разработанные Касимовым Р. М. принципы и технические решения по цифровому дозированию жидких и газообразных продуктов были использованы при создании системы автоматизации кинетического эксперимента «СИГМА», выпущенной серией в конце 1970-х годов ОКБА по проекту ИНФХИ им. Л. Я. Карпова. Касимов участвовал с группой ученых Института проблем управления РАН (Москва) в разработке и апробации струйных расходомеров, послуживших основой для создании и серийного выпуска Омским заводом бытового счетчика газа СГ.
Касимов Р. М. в 1995 году был награждён Почетной грамотой Академии Наук Азербайджана.
В последующие годы им разработаны и внедрены ряд систем контроля и управления промышленными объектами. В их числе автоматизированная система непрерывного контроля технологических показателей и оптимального управления промышленным процессом дегидрирования изобутана в Сумгаитском промышленном объединении «Оргсинтез» (1989), диспетчерская система контроля влагосодержания и расхода нефтепродуктов (2001), диспетчерская система контроля процессом горения на электростанциях (2003) и др.
Касимовым Р. М. развито новое научное направление, связанное с решением важной экологической задачи — защиты населения от вредного воздействия микроволнового излучения. Им впервые теоретически и экспериментально обоснована возможность возникновения эффекта полного безотражательного гашения падающего микроволнового излучения в плоских слоистых структурах и разработаны принципы создания неотражающих покрытий.
Проведенные Касимовым Р. М. исследования заложили основы проектирования и технологию получения неотражающих покрытий микроволнового, инфракрасного, оптического и других диапазонов волн на базе материалов, содержащих наполнители из высокодисперсных твердых или капсулированных жидких веществ. Они использованы в проекте по созданию в 1998—1999 годах опытных образцов защитных покрытий для: индикации неотражающих летящих объектов; служебных помещений радарных установок. Им впервые был разработан  метод для усиления аккумуляции солнечной энергии. По этим направлениям Касимовым Р. М. велась работа в Институте Фотоэлектронике Академии Наук Азербайджана (НАНА Институт Физики). Под его научным руководством защищены докторские и кандидатские диссертации.
В 2008 году  по данной тематике был открыт отдел в Национальной академии авиации Азербайджана возглавляемым Касимовым Р. М.
Разработанные Касимовым Р. М. технические средства и технологии защищены более 40 патентами и авторскими свидетельствами на изобретения СССР, России, Евразии и Азербайджана. Они неоднократно экспонировались на ВДНХ СССР, международных выставках.
В 2016 Евразийским патентным ведомством был выдан евразийский патент на изобретение «Способ определения скорости движения тела».

## Звания
- 1968 — звание старшего научного сотрудника по специальности «Физическая химия».
- 1988 — звание профессора по специальности «Процессы и аппараты химической технологии».
- 1996 — член-корреспондент Международной инженерной академии наук СНГ (Москва).
- 1997 — действительный член Нью-Йоркской академии наук.
- 1999 — академик, действительный член Международной инженерной академии наук.
- 2006 — академик, действительный член Азербайджанской Инженерной академии наук.

## Награды
- «Изобретатель СССР»
- медаль к 100-летию В. И. Ленина
- Серебряная медаль ВДНХ СССР
- Две бронзовые медали ВДНХ СССР
- Медаль и диплом Международной выставки в г. Будапешт
- Диплом 1 степени Всесоюзного Химического Общества им. Д. И. Менделеева
- Медаль "Победитель соцсоревнования"
- Медаль «Ветеран труда»
- Серебряная Медаль Московского Энергетического Института СССР
- Почетная грамота